# 根汁啤酒
根汁啤酒（英語：Root Beer），又稱為麥根沙士、根啤、露啤，創始人海爾斯起初命名為根汁茶，禁酒令時期為了推銷給煤礦工人，改稱為根汁啤酒，但實際上無添加酒精成分。是一種在北美地区流行的无酒精飲料。    
傳統上，使用北美檫樹的樹根皮或墨西哥菝葜的藤蔓来获得根汁啤酒的主要味道。根汁啤酒可以製作成酒精性或非酒精性 ，而大多數都是非酒精性的。它天然而不含咖啡因，但也可以額外添加咖啡因，並且可以製作成碳酸化或非碳酸化。傾注至杯子時，通常會在液面呈現厚厚的泡沫。到了現代，普遍商業化生產的根汁啤酒一般是甜味、起泡沫、含碳酸、非酒精性，並且使用人工檫樹調味料調味。 傳統的根汁啤酒用檫樹樹根調味，但由於其成分黄樟素具有致癌性，被美國食品藥物管理局禁用，大多數廠商不再用檫樹作為配料。  一些廠商所販售的根汁啤酒，使用不含黄樟素的黄樟腦萃取物。 主要的製造商包括A＆W Root Beer, Barq's , Dad's Root Beer, Hires Root Beer和Mug Root Beer。 

## 歷史
在歐洲人到達北美之前，檫樹樹根的飲料被美洲原住民作為烹飪和醫藥用途，自16世紀以來，類似於根汁啤酒且基於以擦樹製成的傳統飲料，就已經在歐洲烹飪技術中被應用。自西元1840年，根汁啤酒已經在糖果店中銷售，到了西元1860年，根汁啤酒的食譜在文獻中被記載。在1850年的早期，商店出售的根汁啤酒通常以糖漿而非現成的飲料出售，顧客再將糖漿與蘇打水结合在一起。 釀造根汁啤酒的傳統被認為是從其他小型啤酒的傳統中演變而來的。除了芳香的特性之外，擦樹的藥用價值對於美洲原住民和歐洲人來說都是眾所周知的，藥劑師也開始根據其藥用特性來銷售根汁啤酒。 

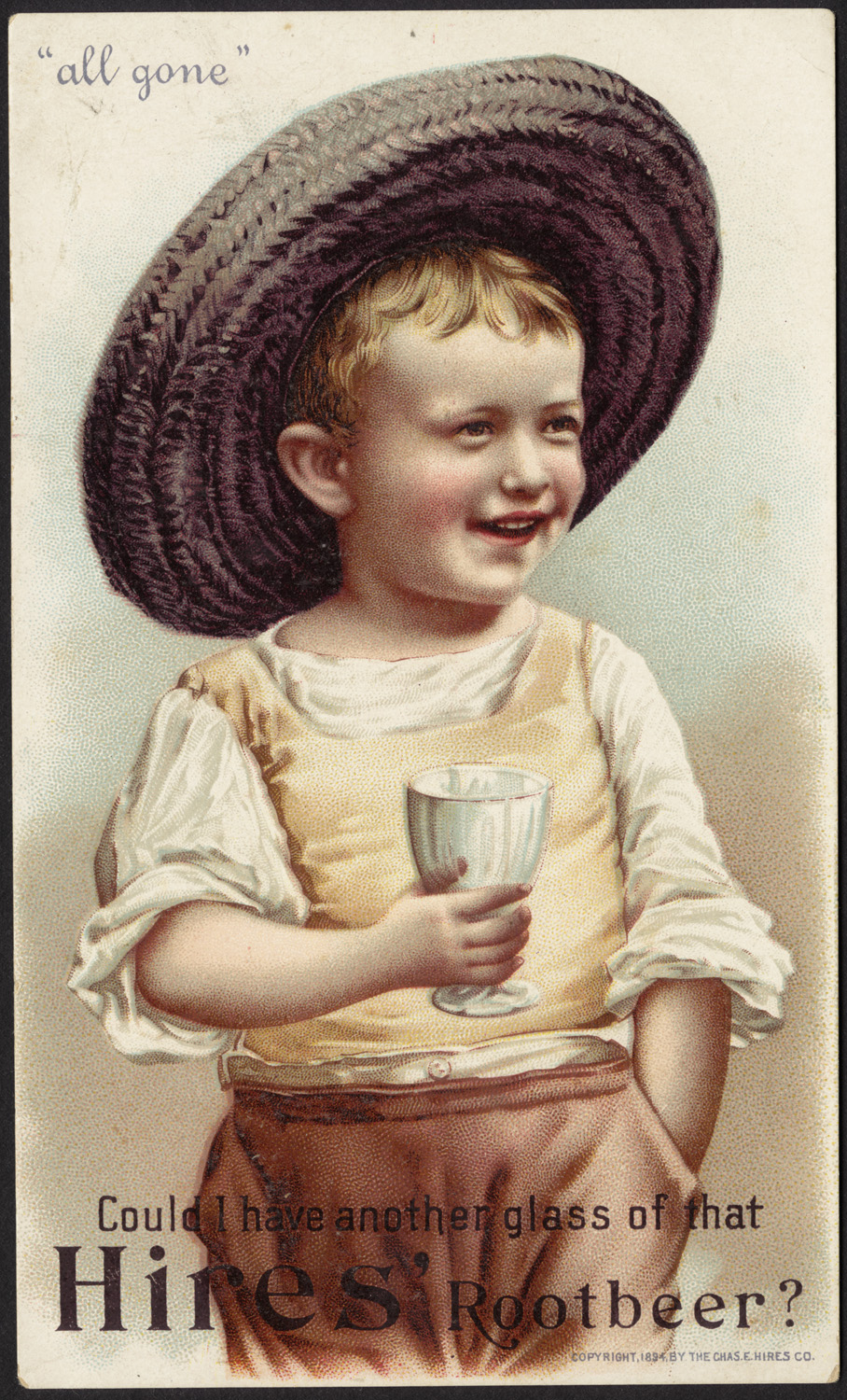
1894年，Hires' Rootbeer 的廣告。

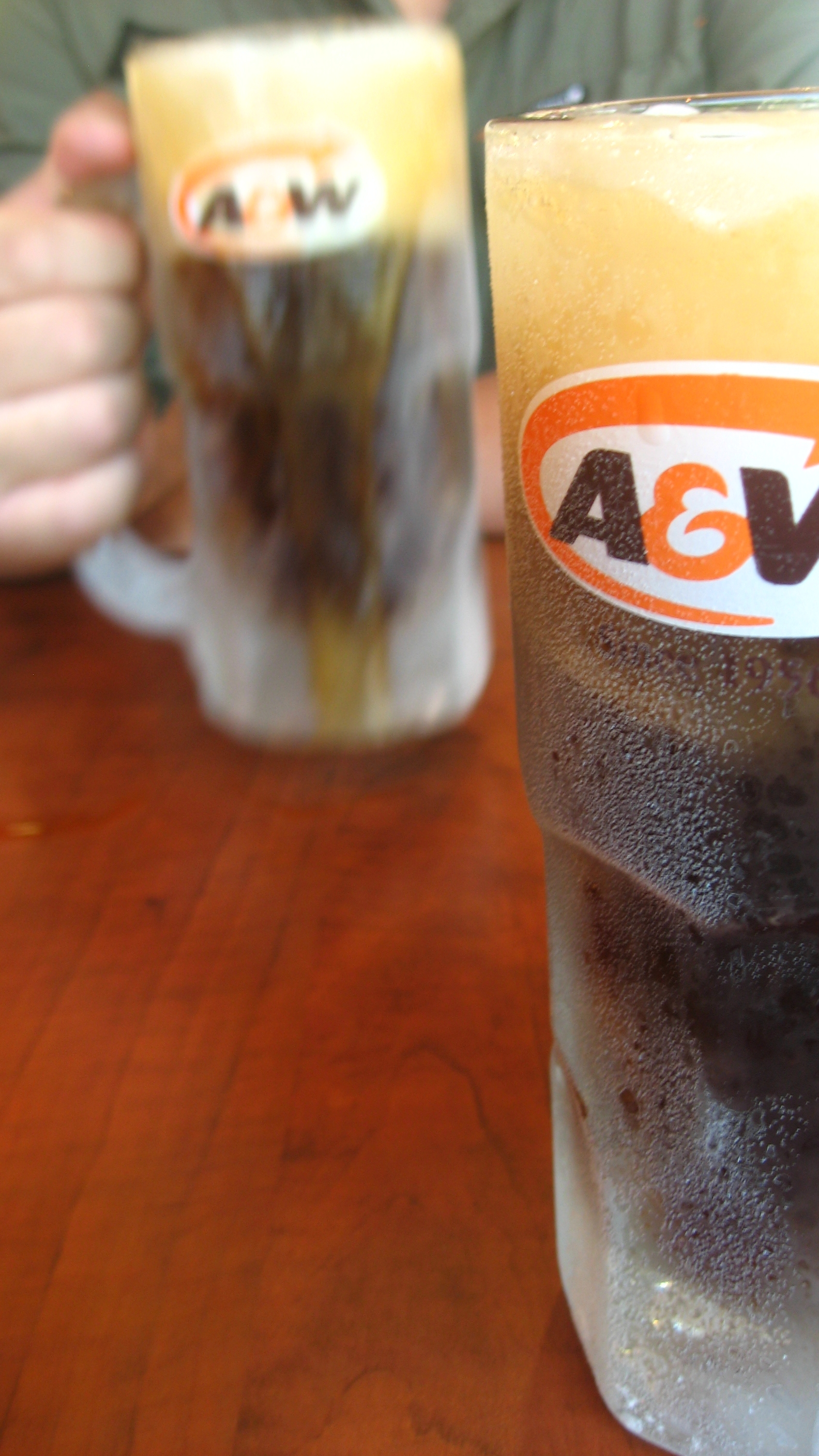
A&W Root Beer.

藥劑師查勒斯·艾爾門·海爾斯(Charles Elmer Hires)是第一個成功推廣商業品牌根汁啤酒的商業人士。Hires 公司於1875年研發了一種由擦樹製成的根汁茶(Root tea)，而在1876年費城百年博覽會上首次亮相商業版的根汁啤酒(Root beer)，並開始銷售他的萃取物。海爾斯之所以稱其飲料為"根汁茶"，是因為他是個滴酒不沾、絕不喝酒的人。然而，他為了向賓夕凡尼亞洲的煤礦工人推銷產品時，改口稱之為"根汁啤酒"。   1886年，海爾斯開始為他著名的萃取物裝瓶成飲料。直到1893年前，根汁啤酒銷售至美國廣泛各地。尤其是在禁酒令期間，非酒精性版本的根汁啤酒在商業上取得了很大的成功。  
並非所有傳統或商業上的根汁啤酒都以擦樹做為原料基礎。 Barq's 是 Hires 的早期競爭對手之一，他於西元1898年開始販售自家的擦樹根汁啤酒(sarsaparilla-based root beer )，並簡稱為"Barq's"。  1919年，羅伊艾倫(Roy Allen)在加利福尼亞洲的洛迪開設了他的根汁啤酒攤位，從而創立了A＆W Root Beer。艾倫的一項創新之處，在於他將自製的根汁啤酒做成冰涼的給顧客飲用。 IBC Root Beer是另一個根汁啤酒的品牌， 而現今仍然廣為人知。 
黃樟素是一種在擦樹的樹根和樹皮中發現的芳香精油，它能夠讓傳統的根汁啤酒擁有獨特的風味，並於西元1960年，被美國食品藥物管理局美國食品藥物管理局禁止使用於商業化大量生產食品和藥品。 透過口服性動物實驗，根汁茶或含有大量黃樟素擦樹油的口服給藥，會導致永久性肝損害或引發各種類型的癌症 。 雖然市面上生產的根汁啤酒不再使用擦樹作為材料，但有時候會由人工香料替代，也可經由蒸餾去除黄樟素，從而獲得天然的萃取物取代材料。  

## 傳統的製作方式
傳統的食譜配方使用了糖蜜和水來結合成糖漿，再將糖漿冷卻3個小時後，結合樹根的材料 (包含擦樹的樹根、樹皮以及冬青植物) ，再加入酵母後，讓飲料發酵12小時，過濾完畢後再重新裝瓶，進行第二次發酵。 雖然此配方可以藉由修改成分來提高酒精含量，但是成品還是會有2%左右的酒精含量。

## 泡沫
一層厚厚的泡沫，是根汁啤酒最顯著的經典象徵，泡沫呈現顏色為白色，蓋在飲料的頂部上。根汁啤酒的原始材料取自於擦樹根與皮(和墨西哥菝葜等材料)，使得根汁啤酒自然地呈現獨特的泡沫狀。製造商為了讓飲料呈現泡沫，會先將根汁啤酒碳酸化，接著加入表面活性劑讓表面張力下降，使泡沫能呈現的更持久。不同製造商的根汁啤酒，泡沫的呈現樣貌也稍微不同，給予每家製造商的根汁啤酒不同的象徵樣貌。

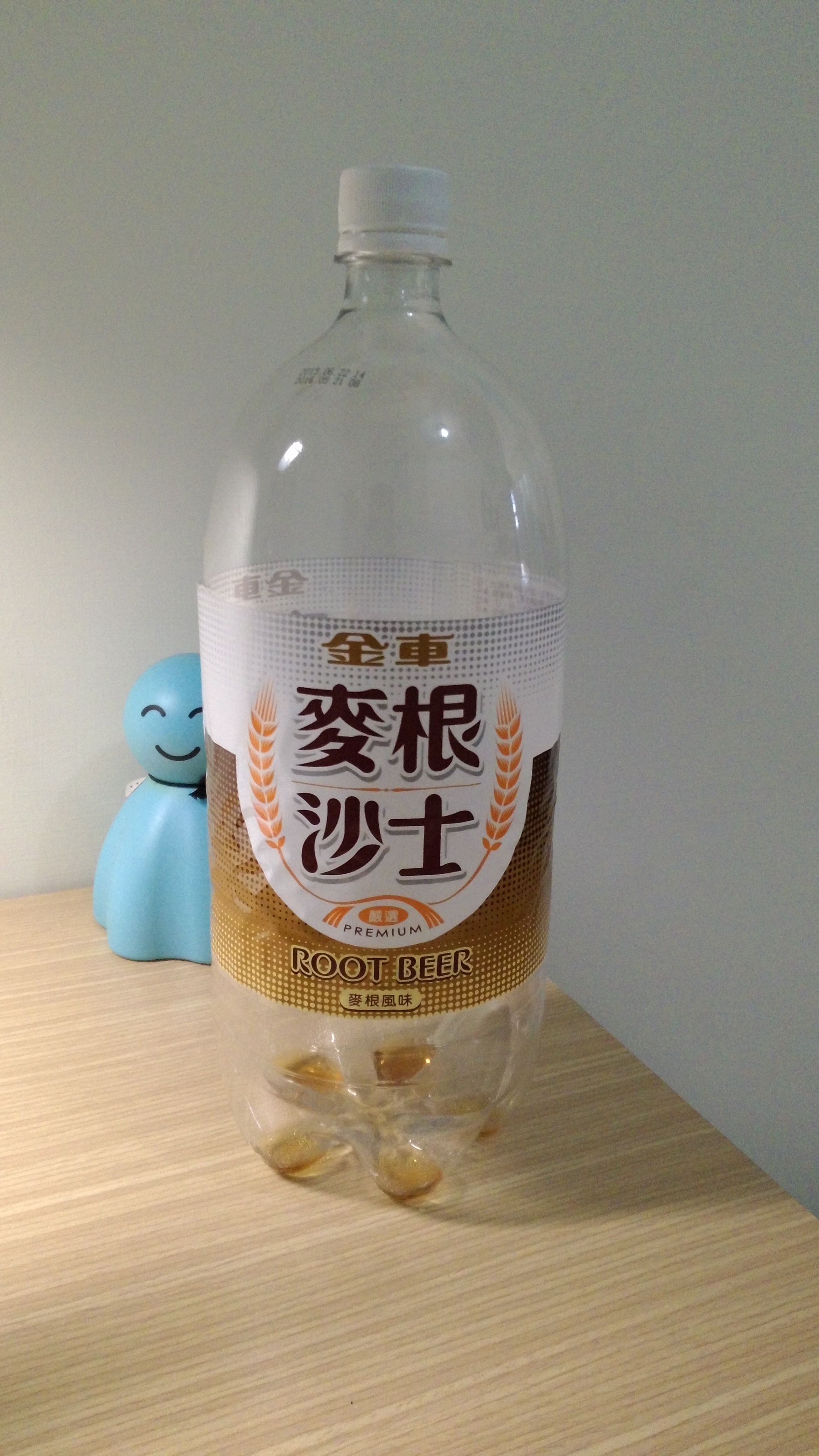
台灣公司金車麥根沙士。

## 成分
現代商業化的根汁啤酒已在全美各州以及加拿大生產  。該飲料除除了在北美地區最受歡迎之外，其他的國家也有生產根汁啤酒，有澳大利亞、英國、馬來西亞、阿根廷、德國、菲律賓、新加坡、台灣、韓國、印度尼西亞、瑞典、越南和泰國。  然而，這些口味可能與經典的北美口味有所差異。 雖然沒有一定的標準配方，但現代根汁啤酒的主要成分有過濾水、糖和人工擦樹調味料，且調味料含有其他的調味料成分，該調味常見的成分有香草、焦糖、冬青植物、黑櫻桃樹皮、洋甘草、墨西哥菝葜、肉荳蔻、相思樹、茴芹、糖蜜、肉桂、山樺和蜂蜜。有時使用大豆蛋白來產生泡沫，以及焦糖色素使飲料變成棕色。
早期傳統的根汁啤酒配方有多香果、樺樹皮、芫荽、杜松、薑、冬青植物、啤酒花、牛蒡、蒲公英、穗甘松、傘形喜冬草、癒創樹、墨西哥菝葜、山胡椒、野生櫻桃樹皮、皺葉酸模、秦椒皮、檫樹根、香草豆、匍匐冰草、糖蜜和甘草。現今，這些材料仍然被使用在傳統製作上，以及商業製作中的配料之一，現代商業化的根汁啤酒通常會把口味加重、泡沫化和碳酸化。雖然大多數主流的製造商不含咖啡因，但 Barq's 公司所生產的根汁啤酒有含咖啡因(Barq's 的根汁啤酒每 1 液量盎司含 1.8 毫克的咖啡因)。
根汁啤酒可以透過工廠加工過後的萃取物在家進行製作， 或者可透過植物及樹根製作成天然的味道。傳統的無酒精和含酒精的根汁啤酒，在傾注時都會在頂部呈現泡沫狀的樣貌，通常都會增加絲蘭萃取物、大豆蛋白或其他增稠劑。   
西元 2000 年以後，有生產含有酒精性的根汁啤酒廠商包含：Small Town Brewery 的 Not Your Father's Root Beer; Coney Island Brewing Co. 的 hard root beer;  以及 Best Damn Brewing Co. 所生產的 Best Damn Root Beer.

### 主要成分清單

#### 樹根與調味用植物
- 北美檫樹 – 檫樹樹根與樹皮含有天然的黃樟素（或者可用人工黃樟素代替）
- 墨西哥菝葜 – sarsaparilla
- 甜菝葜 – sweet sarsaparilla
- 墨西哥胡椒葉 – 根汁啤酒植物或 hoja santa
- 光果甘草 – licorice (根部)
- 裸莖楤木 – wild sarsaparilla（或 "rabbit root"）
- 冬綠樹 – wintergreen (葉子或果實)
- 山樺 – sweet birch (樹液/果汁/樹脂)
- 河樺 – black birch (樹液/果汁/樹脂)
- 野生黑櫻桃 – black cherry (樹幹)
- 紅雲杉 – red spruce
- 黑雲杉– black spruce
- 錫特卡雲杉 – Sitka spruce
- 牛蒡 – burdock (根部)
- 西洋蒲公英 – dandelion (樹根)

泡沫
- 皂皮樹 – soapbark
- 絲蘭

#### 香料
- 多香果 – allspice
- 可可樹 – chocolate
- 葫蘆巴 – fenugreek
- 香脂豆 – Tolu balsam
- 膠冷杉 – balsam fir
- 肉荳蔻 – nutmeg
- 錫蘭肉桂 – cinnamon (樹皮)
- 肉桂– cassia (樹皮)
- 丁子香 – clove
- 茴香– fennel (種子)
- 薑– ginger (莖/根莖)
- 八角 – star anise
- 茴芹 – anise
- 蛇麻 – hops
- 辣薄荷 – mint

#### 其他成分
- 碳酸水
- 大麥 – barley (麥芽)
- 貫葉連翹– St. John's wort
- 糖
- 糖蜜
- 酵母